# Palczatka wełnista
Palczatka wełnista (Cymbopogon schoenanthus (L.) Spreng.) — gatunek trawy z rodziny wiechlinowatych. Rośnie dziko w Afryce, na Półwyspie Arabskim i na półwyspie Synaj.

## Morfologia i biologia
Wysoka roślina wieloletnia o grubych kłączach i szerokich (jak na trawy) liściach. Kwiatostan w postaci szczytowej wiechy.

## Zastosowanie
- Wytwarza mający własności lecznicze olejek eteryczny o cytrynowym zapachu. Jest on używany do przy bólach głowy, dnie moczanowej, biegunce i zaburzeniach żołądkowo-jelitowych. Wykazuje też działanie antyoksydacyjne i przeciwnowotworowe[5].
- Palczatka wełnista zawiera dużą zawartość piperytonu. Przeprowadzone w 2009 badania naukowe przez Instytut Chemii i Biologii Roślin w Togo wykazały, że opryskiwanie wodnym wyciągiem z palczatki wełnistej jest skuteczne w zwalczaniu groźnego w krajach rozwijających się groźnego szkodnika kapusty, jakim jest tantniś krzyżowiaczek (Plutella xylostella). Zabija on larwy tego owada szybciej, niż chemiczne pestycydy (średni czas przeżycia larw 330 s). Opracowano metodę ekstrahowania piperytonu z palczatki wełnistej umożliwiającą osiągnięcie ekstraktu o stężeniu 70%, nadającego się do handlowego rozprowadzania[5].
- Olejek z palczatki wełnistej  jest używany w kosmetyce do pielęgnacji cery[6].
- W krajach tropikalnych wytwarza się z niej napój odświeżający[7].
- Aromat zapachowy palczatki wełnistej jest bardzo trwały. Był wyczuwalny jeszcze podczas otwierania grobowców faraonów z przełomu XX i XXI dynastii, czyli ok. 1070 lat p.n.e. Według badaczy roślin biblijnych w niektórych cytatach biblijnych wymieniono dwa gatunki palczatek: palczatkę imbirową i palczatkę wełnistą. Np. w Księdze Jeremiasza (6,20) ”korzeń trzcinowy z dalekiej ziemi” to właśnie jeden z tych dwu gatunków palczatek. W Księdze Ezechiela (27,19) palczatki te kryją się pod słowem tłumaczonym jako trzcina.